# Can Fontcoberta
Can Fontcuberta és una casa unifamiliar i antiga destil·leria de Caldes de Montbui (Vallès Oriental) protegida com a bé cultural d'interès local.

## Descripció
Es tractava d'una casa unifamiliar amb una botiga i una destil·leria en planta baixa. És un edifici entre mitgeres, situat en cantonada, donant façana a tres carrers alhora. Entre el carrer Major i el carrer Corredossos hi ha un desnivell, el que fa que en aquest últim edifici tingui un pis més. La façana principal del carrer Major té una alçada de planta baixa i dos pisos. L'estructura és la tradicional de parets de càrrega, amb els forjats unidireccionals de biguetes. La coberta és inclinada de teula àrab, a dues vessants perpendiculars als carrers Major i Corredossos. La coberta vola uns 30 centímetres de la façana amb una cornisa motllurada que fa de remat.
La façana és fonamentalment simètrica respecte un eix de simetria central. Sols la incorporació d'una segona porta en la planta baixa fa trencar aquesta simetria. Es compon mitjançant tres eixos verticals que ordenen els diferents forats, amb una distribució tant en vertical com en horitzontal d'aquests. Les diverses plantes es distingeixen per la incorporació d'elements arquitectònics diferents en cadascuna d'elles. Hi ha una clara disminució dels forats segons l'alçada. Al centre de la façana, en la segona planta, enlloc d'una finestra hi ha un escut heràldic en relleu. La façana té un acabat arrebossat.
Cal destacar l'escut que hi ha a l'eix central de la façana i els dos mosaics ceràmics d'antics anuncis de licors de fabricació local.

## Història
Aquesta casa era Can Fontcuberta. Originàriament hi vivia aquesta família. Tenien una destil·leria que realitzava licors molt casolans, venent-los a la botiga que també tenien. Actualment la casa està en desús, ja que els amos han anat a una botiga gairebé al davant de la plaça de l'Àngel.
L'edifici se situa en el carrer Major. A mitjans del segle xix s'emprengué l'engrandiment del recinte urbà i s'ultrapassà l'àmbit de l'antiga població encerclada. Havent eliminat la muralla, l'antiga carretera esdevé carrer interior de la ciutat, resseguint-la per l'exterior. Possiblement l'edifici tingui l'origen a finals del segle passat i principis d'aquest. El nom del carrer Major ja el tenia abans de la Guerra Civil, perquè era el més gran i més important del poble. L'Ajuntament, l'any 1939-1940 el canvià pel de José Primo de Rivera. L'any 1979 recuperà la seva denominació original. L'entorn presenta una arquitectura d'habitatges entre mitgeres normalment de tres plantes, amb una imatge cada vegada menys homogènia degut a un gran deteriorament al llarg dels darrers anys.